# Qualität und Zuverlässigkeit
Qualität und Zuverlässigkeit, kurz QZ, ist die führende Fachzeitschrift für  Qualitätsmanagement und Qualitätssicherung in Industrie und Dienstleistung im deutschsprachigen Raum. Schwerpunkte der dort publizierten Veröffentlichungen sind praxisnahe und branchenübergreifende Arbeiten über Qualitätsmanagementsysteme, und -methoden sowie entsprechende Regelwerke (z. B. Normen, wie die ISO 9001), Fragen der Produkthaftung, Fertigungsmesstechnik und Prüftechnik.
Die QZ wurde langjährig von 1970 bis 1997 durch Walter Masing herausgegeben und im Anschluss von 1997 bis 2004 durch Gerd Fritz Kamiske. Von 2004 bis 2024 hatte Herbert Schnauber die Herausgeberschaft inne. Seit Juli 2024 ist Benedikt Sommerhoff Herausgeber der QZ.
Diese Fachzeitschrift QZ ist offizielles Organ und das wichtigste Kommunikationsmittel der Deutschen Gesellschaft für Qualität (DGQ).